# جوزيف فيشر (سياسي أسترالي)
جوزيف فيشر (بالإنجليزية: Joseph Fisher)‏ هو سياسي أسترالي وبريطاني (وحمل سابقاً جنسية المملكة المتحدة لبريطانيا العظمى وأيرلندا)، ولد في 14 سبتمبر 1834 في المملكة المتحدة، وتوفي في 26 سبتمبر 1907 في أديلايد في أستراليا. انتخب عضو مجلس جنوب أستراليا التشريعي وقد انضم خلال فترته النيابية ‏ (3 أبريل 1873 – 19 أبريل 1881) للكتلة البرلمانية مستقل وانتخب عضو مجلس النواب جنوب أستراليا من الجمعية عن دائرة Electoral district of Sturt (South Australia) ‏ وقد انضم خلال فترته النيابية (6 أبريل 1868 – 27 مارس 1870) للكتلة البرلمانية مستقل.